# Fichtenzapfen-Blütenspanner
Der Fichtenzapfen-Blütenspanner (Eupithecia abietaria), zuweilen auch Tannenzapfen-Blütenspanner genannt, ist ein Schmetterling (Nachtfalter) aus der Familie der Spanner (Geometridae).

## Merkmale

### Falter
Die Flügelspannweite der Falter beträgt 17 bis 26 Millimeter. Die Grundfarbe sämtlicher Flügel ist überwiegend graubraun. Auf den Vorderflügeln befindet sich ein sehr deutlicher, großer, meist länglicher Mittelpunkt. Nahe dem Saum hebt sich ein rotbraunes Band ab, das mit zunehmendem Alter verblasst. Das hellere Mittelfeld wird von dunklen Querlinien begrenzt. Direkt am Saum befindet sich eine aus Strichen gebildete dunkle Linie, die sich auf den Hinterflügeln fortsetzt. Diese zeigen auch einen etwas schwächer ausgebildeten Mittelpunkt sowie ein Querlinie, von der einige dunkle, nach innen gerichtete Keilflecke ausgehen.

### Ei
Das ovale Ei ist durch regelmäßige, große, sechseckige Vertiefungen an der Schalenskulptur gekennzeichnet.

### Raupe
Erwachsene Raupen sind dick, fleischig rot gefärbt und zeigen keine Zeichnung.

### Puppe
Die dunkel rotbraune Puppe besitzt am Kremaster zwei kräftige Hakenborsten sowie mehrere feine Borsten.

### Ähnliche Arten
Der Fichtengallen-Blütenspanner (Eupithecia analoga) ist etwas kleiner, kontrastärmer gezeichnet und unterscheidet sich insbesondere durch die deutlich längeren Palpen.
Zur eindeutigen Zuordnung ist außerdem eine genitalmorphologische Untersuchung anzuraten.

## Geographische Verbreitung und Vorkommen
Der Fichtenzapfen-Blütenspanner kommt in weiten Teilen Europas vor, fehlt jedoch in einigen Mittelmeerregionen. In den Alpen ist er noch in 2800 Metern über NHN zu finden. In Sibirien, im Altai- und Sajangebirge, in Ostasien und in Japan ist die ssp. E. abietaria debrunneata beheimatet. Die Art bewohnt vorzugsweise Fichten-, Tannen- und Mischwälder.

## Lebensweise
Die Falter fliegen in einer Generation und sind dämmerungs- und nachtaktiv. Hauptflugzeit sind die Monate Mai bis Juli. Überwiegend halten sie sich in den Baumkronen auf, erscheinen aber auch an künstlichen Lichtquellen am Boden. Die Raupen sind in der Mehrzahl von Juli bis September anzutreffen und leben in den Zapfen der Gemeinen Fichte (Picea abies), der Weiß-Tanne (Abies alba) sowie anderer Tannen-(Abies) und Kiefernarten (Pinus). Von der Nahrung leitet sich auch der wissenschaftliche Name der Art aus der lateinischen Sprache ab: abies = „Tanne“. Die Puppen überwintern.

## Gefährdung
In Deutschland kommt der Fichtenzapfen-Blütenspanner in allen Bundesländern in unterschiedlicher Häufigkeit vor und wird auf der Roten Liste gefährdeter Arten als nicht gefährdet geführt.

## Synonyme
- Eupithecia pini (Retzius, 1783)
- Eupithecia bilunulata (Zetterstedt, 1839)
- Eupithecia togata (Hübner, 1817)